# 환상의 빛
환상의 빛(幻の光, Maborosi)은 일본에서 제작된 고레에다 히로카즈 감독의 1995년 드라마 영화이다. 에스미 마키코 등이 주연으로 출연하였고 고즈 나오에 등이 제작에 참여하였다.

## 출연

### 주연
- 에스미 마키코
- 나이토 타카시
- 아사노 타다노부

### 조연
- 카시야마 고키
- 와타나베 나오미
- 키우치 미도리
- 에모토 아키라
- 사쿠라 무츠코

## 제작진
- 미술: 헤야 쿄코
- 의상: 키타무라 미치코